# پرزمیسی
پرزمیسی یا پرزمیسل (به لهستانی: Przemyśl)، یک شهر است در استان پودکارپاتسکیه، جنوبِ شرقیِ لهستان. این شهر، ۴۴ کیلومتر مربع گستردگی و (برگرفته از آمارِ ژوئنِ ۲۰۰۹) ۶۶٬۷۵۶ تن جمعیت دارد.
در سرودهٔ «فتحِ ورشو» از سرایندهٔ سرشناس محمدتقی بهار، نامِ این شهر، پرزمیشل آورده شده‌است.

## خواهرخواندگان
شهرهای اِگِر، پادربورن، کِستیوِنِ جنوبی (South Kesteven)، لویو، تروسکاویک، و کامیانتس-پودیلسکیی، خواهرخوانده‌های پرزمیسی هستند.